# Pilar Domínguez
Pilar Domínguez Ríos (Santiago de Chile, 20 de diciembre de 1944) es una pintora y grabadora chilena. Es la hermana menor de la artista chilena Irene Domínguez Ríos.

## Estudios
Pilar Domínguez inició sus estudios en Arquitectura en la Universidad Católica de Valparaíso, para posteriormente realizar sus estudios en Artes Plásticas en la Universidad de Chile en donde fue alumna de la artista licenciada de la Academia de Bellas Artes, Ximena Cristi. Además, continuó sus estudios universitarios en la Universidad Católica de Chile, esta vez, en Diseño Gráfico. Sin embargo, por motivos políticos, se traslada a París en la década de los setenta en donde estudió Historia del Arte y Arqueología en la Universidad de La Sobonne. Posteriormente, en 1973 se estableció en Italia para perfeccionar sus estudios profesionales en pintura y escultura en la Scuola Internazionalle di Gráfica de Venecia y en la Accademia di Belle Arti di Brera en Milán en donde, también, instaló un taller de grabado. Durante este periodo, se encargó de montar exposiciones, murales y trabajos escenográficos, incorporando las últimas tendencias europeas dedicadas a las artes visuales de aquel entonces.

## Estrategia Visual
Sus obras se caracterizan por ser realizadas en grandes formatos y dibujo riguroso. Generalmente, utiliza la técnica de acrílico sobre tela, colores cálidos matizados y pinceladas enérgicas dando a conocer su perspectiva dentro del lenguaje neofigurativo que traspasa la narrativa de sus obras, además de añadir en ellas, un informalismo relativo. Sus temáticas recurrentes están orientadas a las imágenes del inconsciente a través de un <<ánimo expresionista>>. Sus obras de la década de los noventa destacan por su temática social, mostrando composiciones sobrecargadas, manchas blancas y líneas entrecortadas, dando a conocer rostros, manos y escenas familiares. Asimismo, realizó paisajes de altas montañas evidenciando su interés por ambientes aislados. En 1997 realizó una exposición en Chile tras un estudio de diversos personajes tanto hombres como mujeres. En sus retratos, la artista pretendió revelar aspectos de la vida interior de sus modelos como si sus cuadros resultaran ser una suerte de ventana indiscreta.
La misma menciona <<el color es muy importante para mí, Con él das más de un sentimiento, una sensación. Bueno, pasa uno por etapas, porque en algún tiempo pintaba yo con blanco y negro, pero era una negación del color, como apretar el color dentro del blanco y negro ¿La síntesis?, sí, pero fundamentalmente la síntesis a mí me la da el grabado>>.

## Exposiciones

### Exposiciones Individuales
- 1983 Oleos y grabados. Galleria delle Ore. Milán, Italia.
- 1986 Galleria delle Ore. Milán, Italia.
- 1986 Interiores. Galería Praxis. Santiago, Chile.
- 1987 Le Loir dans la Theiere, París, Francia.
- 1988 Le render Lous des Amis, París, Francia.
- 1988 Centro Baudricourt, París, Francia.
- 1989 Rue Campagne Premiere, París, Francia.
- 1989 Coloquio de las Mujeres, Cimade, París, Francia.
- 1990 Club Dunois, Paris, Francia.
- 1990 140 Atelieres de Artistas del Distrito XIII de París, Francia.
- 1991 Centro Dunois, París, Francia.
- 1991 Galería de la Escuela Moderna, Providencia, Santiago, Chile.
- 1991 Colombes, París, Francia.
- 1992 Grabado y Taller, Instituto Cultural de Las Condes. Santiago, Chile.
- 1992 Instalaciones. Sala de Exposiciones Centro de Extensión Universidad de Valparaíso. Chile.
- 1993 Oleos e Instalaciones. Museo de Arte Contemporáneo, Universidad de Chile, Santiago, Chile.
- 1997 Interiores, Galería Praxis. Santiago, Chile.
- 1998 Relatos Marinos, Galería del Cerro. Santiago, Chile.
- 2003 Mirar Nuevo, Pilar Domínguez Ríos, El Mesón Nerudiano, Santiago, Chile.

### Exposiciones Colectivas
- 1968 Por una Universidad Libre, Chile.
- 1988 Pequeño Formato, Espacio Latinoamericano, París, Francia.
- 1989 Club Dunois, París, Francia.
- 1989 Granville, Normandía.
- 1989 Club Dunois, París, Francia.
- 1988 Pequeño Formato, Espacio Latinoamericano, París, Francia.
- 1989 Club Dunois, París, Francia.
- 1989 Gallery Black and White in Colors, Nueva York, Estados Unidos.
- 1989 Centro Boudricourt, París, Francia.
- 1990 Pequeño Formato, Espacio Latinoamericano, París, Francia.
- 1991 Municipalidad del Distrito XIII de París, Francia.
- 1991 Galería Plástica Nueva, Santiago, Chile.
- 2007 Implications, Artistas Chilenos en Francia, Galerías Bièvre, Athena y Antichambre, París, Francia.
- 2007 Implications, Un Pari Democratìque: Les Artistes Chiliens de Paris, Mairie du Treizieme Arrondissement, París, Francia.
- 2010 El Árbol de la Memoria, Corporación Cultural de Las Condes, Santiago, Chile.